# Кендлер (округ, Джорджія)
Шаблон:StateAbbr_ 32°24′ пн. ш. 82°04′ зх. д. / 32.4° пн. ш. 82.07° зх. д.
Округ Кендлер (англ. Candler County) — округ (графство) у штаті Джорджія, США. Ідентифікатор округу 13043.

## Історія
Округ утворений 1914 року.

## Демографія
За даними перепису
2000 року
загальне населення округу становило 9577 осіб, зокрема міського населення було 2778, а сільського — 6799.
Серед мешканців округу чоловіків було 4804, а жінок — 4773. В окрузі було 3375 домогосподарств, 2426 родин, які мешкали в 3893 будинках.
Середній розмір родини становив 3,17.
Віковий розподіл населення поданий у таблиці:
| Стать    | До 15 років | 15-21 | 22-29 | 30-39 | 40-49 | 50-65 | 65-85 | Понад 85 |
| -------- | ----------- | ----- | ----- | ----- | ----- | ----- | ----- | -------- |
| Чоловіки | 1133        | 582   | 511   | 623   | 594   | 762   | 533   | 66       |
| Жінки    | 1007        | 393   | 485   | 614   | 643   | 777   | 685   | 169      |

## Суміжні округи
- Буллок — схід
- Еванс — південний схід
- Теттнолл — південь
- Емануель — північний захід

## Виноски
1. ↑  U.S. Decennial Census. United States Census Bureau. Архів оригіналу за 26 квітня 2015. Процитовано 17 червня 2014.
2. ↑  Historical Census Browser. University of Virginia Library. Архів оригіналу за 11 серпня 2012. Процитовано 19 червня 2014.
3. ↑  Population of Counties by Decennial Census: 1900 to 1990. United States Census Bureau. Архів оригіналу за 2 лютого 2019. Процитовано 19 червня 2014.
4. ↑  Census 2000 PHC-T-4. Ranking Tables for Counties: 1990 and 2000 (PDF). United States Census Bureau. Архів оригіналу (PDF) за 18 грудня 2014. Процитовано 19 червня 2014.
5. ↑  State & County QuickFacts. United States Census Bureau. Архів оригіналу за 28 грудня 2015. Процитовано 15 лютого 2014.(англ.) Наведено за англійською вікіпедією.
6. ↑  American FactFinder. Бюро перепису населення США. Архів оригіналу за 29 липня 2011. Процитовано 31 січня 2008.

| США | Це незавершена стаття з географії США. Ви можете допомогти проєкту, виправивши або дописавши її. |